# (6862) Virgiliomarcon
(6862) Virgiliomarcon es un asteroide perteneciente al cinturón de asteroides, descubierto el 11 de abril de 1991 por el Equipo del Observatorio de San Vittore desde el propio observatorio, en Italia.

## Designación y nombre
(6862) Virgiliomarcon se designó inicialmente como 1991 GL.
Más adelante fue nombrado en honor a en memoria de Virgilio Marcon (1903-1976), pintor y profesor de arte en San Donà di Piave en Venecia. También famoso por construir ópticas para astrónomos aficionados y profesionales, durante los últimos 30 años de su vida construyó cientos de espejos astronómicos que todavía están en uso y son famosos por su calidad. En 1968 perfeccionó la técnica para hacer espejos de aluminio y trabajó con éxito el telescopio de 1,2 metros en el Observatorio de Merate. Esta técnica ha sido continuada por su hijo Gianfranco, quien construyó espejos de hasta 3 metros de diámetro para la astronomía infrarroja.

## Características orbitales
(6862) Virgiliomarcon orbita a una distancia media del Sol de 3,173 ua, pudiendo acercarse hasta 3,139 ua y alejarse hasta 3,208 ua. Tiene una excentricidad de 0,011 y una inclinación orbital de 12,127 grados. Emplea en completar una órbita alrededor del Sol 2064,90 días.
Los próximos acercamientos a la órbita de Júpiter ocurrirán el 4 de febrero de 2119, el 23 de noviembre de 2129 y el 19 de septiembre de 2140.

## Características físicas
Su magnitud absoluta es 11,48. Tiene 22,747 km de diámetro y su albedo se estima en 0,103.